# مكدونالد تايلور (لاعب كرة قدم)
مكدونالد تايلور (بالإنجليزية: MacDonald Taylor)‏ (22 مارس 1992 بكريستيانستيد في الولايات المتحدة - ) هو لاعب كرة قدم أمريكي في مركز الوسط. شارك مع منتخب الجزر العذراء الأمريكية لكرة القدم.

## وصلات خارجية
- مكدونالد تايلور على موقع الاتحاد الدولي (مؤرشف)  (الإنجليزية)
- مكدونالد تايلور على موقع قاعدة بيانات كرة القدم.إي يو (الإنجليزية)
- مكدونالد تايلور على موقع ناشيونال فوتبول تيمز (الإنجليزية)